# Scey-sur-Saône-et-Saint-Albin
Scey-sur-Saône-et-Saint-Albin è un comune francese di 1 711 abitanti situato nel dipartimento dell'Alta Saona nella regione della Borgogna-Franca Contea.

## Società

### Evoluzione demografica
Abitanti censiti